# Isla Ángel de la Guarda
Die Isla Ángel de la Guarda (Seri: Xazl Iimt) ist mit einer Fläche von 931 km² nach der Isla Tiburón die zweitgrößte Insel im Golf von Kalifornien. Sie gehört zum mexikanischen Bundesstaat Baja California und dort zur Municipio Mexicali, Gemeindebezirk (delegación) San Felipe. Die 69 km lange und bis zu 1315 m hohe Insel liegt östlich der Bucht Bahía de los Ángeles unweit der Isla Tiburón.
Aufgrund des sehr ariden Klimas und des Mangels an Trinkwasser ist die Insel unbewohnt. Sie ist jedoch reich an Tierarten, die sich der Trockenheit angepasst haben, wie Nagetieren, Eidechsen oder Schlangen. Darunter finden sich endemisch vorkommende Arten, wie die Klapperschlange Crotalus angelensis, die Insel-Buschratte (Neotoma insularis) und die Guarda-Hirschmaus (Peromyscus guardia). Die Insel steht unter Naturschutz.